# Locomotiva GWR Classe 3700 No.3440 "City of Truro"
La locomotiva GWR Classe 3700 No.3440 "City of Truro" è una locomotiva a vapore prodotta per la Great Western Railway agli Swindon railway works nell'aprile del 1903.

## Costruzione
La locomotiva era la ottava delle dieci locomotive GWR Classe 3700, o Classe City, e venne consegnata alla GWR nel maggio 1903. Queste dieci locomotive avevano nomi derivanti da città sulla rete ferroviaria della GWR, come City of Bath o, appunto, City of Truro. Originariamente le locomotive erano numerate da 3433 a 3442, ma nel 1912 vennero rinumerate da 3710 a 3719, con City of Truro che diventò il numero 3717. Nel settembre 1911, City of Truro venne dotato di un surriscaldatore, che gli cambiò aspetto siccome necessitava di una camera per il fumo più grande. Nel 1915, le locomotive Classe 3700 vennero dotate di valvole a pistone per sostituire le vecchie valvole a cassetto.

## Record di velocità
Il 9 maggio 1904, City of Truro venne cronometrato e riuscì a superare due pali distanti due quarti di miglio in 8,8 secondi, mentre trainava il treno speciale Ocean Mails da Plymouth a Paddington. Questo record venne registrato sul treno da Charles Rous-Marten, giornalista che scriveva per vari giornali, tra cui il The Railway Magazine. Se ciò che registrò è accurato, City of Truro stava andando a circa 102,3 miglia orarie, che corrispondono a 164 km/h. Però, siccome il suo cronometro registrava in multipli di ⅕ di secondo, gli 8,8 secondi si arrotondano a 8 secondi, arrivando a un record di 100 miglia orarie, o 161 km/h.
Inizialmente, consapevole della necessità di preservare la propria reputazione di sicurezza, la GWR consentì che fossero pubblicati solo i tempi complessivi del record; né il resoconto del Times del giorno seguente né l'articolo di Rous-Marten sul The Railway Magazine del giugno 1904 menzionarono la velocità massima. Tuttavia, la mattina dopo la corsa due giornali locali di Plymouth riferirono che il treno aveva raggiunto una velocità tra 99 e 100 miglia orarie su una discesa a Wellington Bank, a Wellington. Questa affermazione si basava sui tempi del cronometro di un impiegato delle poste, William Kennedy, che era anche lui sul treno.
Rous-Marten scrisse la velocità raggiunta da City of Truro nell'ottobre 1905, sul Bulletin of the International Railway Congress, però non menzionò né la locomotiva né la compagnia ferroviaria.
Questo record, però, non rese City of Truro la locomotiva più veloce del momento; infatti, l'anno precedente una locomotiva elettrica sperimentale berlinese raggiunse una velocità di 130 miglia orarie, o 210 km/h. E in realtà, c'è un altro record di velocità, stabilito ancora prima, anche se non è mai stato confermato se è veritiero o no, che dovrebbe essere stato fatto il 9 maggio 1893 dalla locomotiva numero 999 della New York Central and Hudson River Railway. 

## Nelle opere di finzione
Nella serie letteraria The Railway Series e nel suo adattamento televisivo Il trenino Thomas, City of Truro è un personaggio secondario che viene in visita a Sodor. Nella serie televisiva appare nell'episodio Gordon e l'ospite famosa della terza stagione.
City of Truro apparve anche in "Will o'The Whistle", un fumetto della DC Thomson parte del fumetto a puntate The Wizard, dove è utilizzato dai membri della resistenza per fermare l'invasione dei Kushanti in Gran Bretagna.